# Каховська агломерація
Кахо́вська агломера́ція — агломерація з центром у місті Каховці.
Головні чинники створення і існування агломерації: один з найбільших райцентрів області, побудова Каховської ГЕС та інших великих підприємств, близьке розташування кількох міських поселень.
У складі:
- міста:
  - Каховка - 38,2 тисяч осіб,
  - Нова Каховка - 75,4 тисяч осіб, 200 км²,
- райони:
  - Каховський район - 40,5 тисяч осіб, 1500 км²,
  - Бериславський район - 56,0 тисяч осіб, 1700 км².